# Sheffield, Alabama
Sheffield là một thành phố thuộc quận Colbert, tiểu bang Alabama, Hoa Kỳ. Dân số năm 2009 là 9031 người, mật độ đạt 547 người/km².